# Ceanothus depressus
Ceanothus depressus är en brakvedsväxtart som beskrevs av George Bentham. Ceanothus depressus ingår i släktet Ceanothus och familjen brakvedsväxter. Inga underarter finns listade i Catalogue of Life.